# Primos en series enteras
En matemáticas, se denominan números primos en una serie entera a un conjunto de números primos que aparecen como miembros de una determinada sucesión entera. Por ejemplo, el octavo número de Delannoy, 265729, es primo. Un desafío en matemáticas empíricas es identificar grandes valores primos en secuencias de rápido crecimiento.
Una subclase común de primos de secuencia entera son los primos de constante, formados tomando una constante real y considerando las cifras de su representación en el sistema de numeración decimal pero omitiendo el punto decimal. Por ejemplo, los primeros 6 dígitos de la constante π, aproximadamente 3,14159265, forman el número primo 314159, que por lo tanto se conoce como pi-primo (sucesión A005042 en OEIS). De manera similar, un primo constante basado en el número e, e, se denomina e-primo.
Otros ejemplos de primos de secuencia entera incluyen:
- Los primos de Cullen, que aparecen en la secuencia de los números de Cullen {\displaystyle a_{n}=n2^{n}+1.}
- Los primos factoriales, que aparecen en cualquiera de las secuencias {\displaystyle a_{n}=n!-1} o {\displaystyle b_{n}=n!+1.}
- Los primos de Fermat, que aparecen en la secuencia de los números de Fermat {\displaystyle a_{n}=2^{2^{n}}+1.}
- Los primos de Fibonacci, que aparecen en la secuencia de la sucesión de Fibonacci.
- Los primos de Lucas, que aparecen en los números de Lucas.[1]
- Los primos de Mersenne, que aparecen en la secuencia de los números de Mersenne {\displaystyle a_{n}=2^{n}-1.}
- Los primos primoriales, que aparecen en cualquiera de las secuencias {\displaystyle a_{n}=n\#-1} o {\displaystyle b_{n}=n\#+1.}
- Los primos pitagóricos, que aparece en la secuencia {\displaystyle a_{n}=4n+1.}
- Los primos de Woodall, que aparecen en la secuencia de los números de Woodall {\displaystyle a_{n}=n2^{n}-1.}

La OEIS incluye muchas secuencias correspondientes a las subsecuencias principales de secuencias bien conocidas, como por ejemplo, (sucesión A001605 en OEIS) con los números de la sucesión de Fibonacci que son primos.